# Страсбургский оперный театр
Страсбургский оперный театр (фр. Opéra de Strasbourg) — главная резиденция и сцена Национальной Рейнской оперы. Он располагается на площади Бройля на острове Гранд-Иль в историческом центре Страсбурга, во французском департаменте Нижний Рейн. С 1921 года он имеет статус исторического памятника Франции.

## История
После пожара в 1800 году, уничтожившего предыдущий оперный театр, также располагавшегося на площади Бройля, городские власти Страсбурга разработали планы строительства нового в 1804 году. По мере того, как город становился частью Наполеоновской империи или переставал её быть, планы муниципального театра несколько раз менялись, пока здание, спроектированное в неоклассическом стиле архитектором Жаном-Николя Вийо (1782-1857), наконец, не открылось с большим успехом в 1821 году. Его монументальный фасад был украшен статуями из песчаника немецкого скульптора Ландолина Онмахта, изображавшими шесть муз (три музы были утрачены: Клио, Талии и Урании). Каждая статуя выполнена в соответствии с колонной, располагающейся ниже её.
Во время осады Страсбурга в 1870 году оперный театр была сильно повреждён в результате обстрела прусской артиллерией. Здание было добросовестно реконструировано архитектором Жаном-Жоффруа Конратом, который также перестроил отель Кленглен, находящийся поблизости, и вновь открылось в 1873 году. В 1888 году Иоганн-Карл Отт (1846-1917) пристроил к задней стороне здания полукруглое крыло.
Зрительный зал рассчитан на 1142 места и имеет высоту 18 метров от пола до потолка. В нём выступали такие дирижёры как Ханс Пфицнер, Вильгельм Фуртвенглер, Отто Клемперер и Джордж Селл.

## Галерея

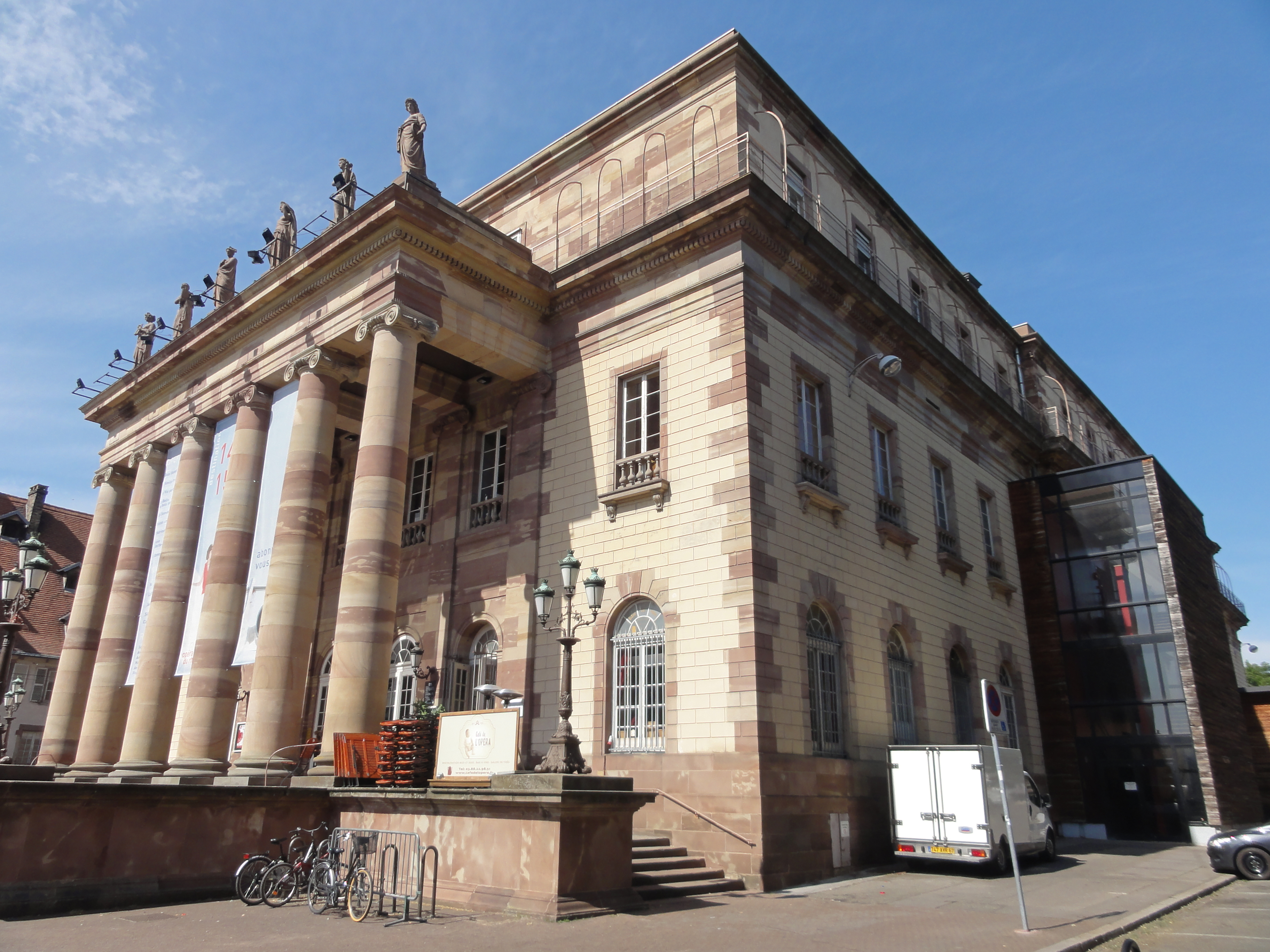
Фасад и южная сторона
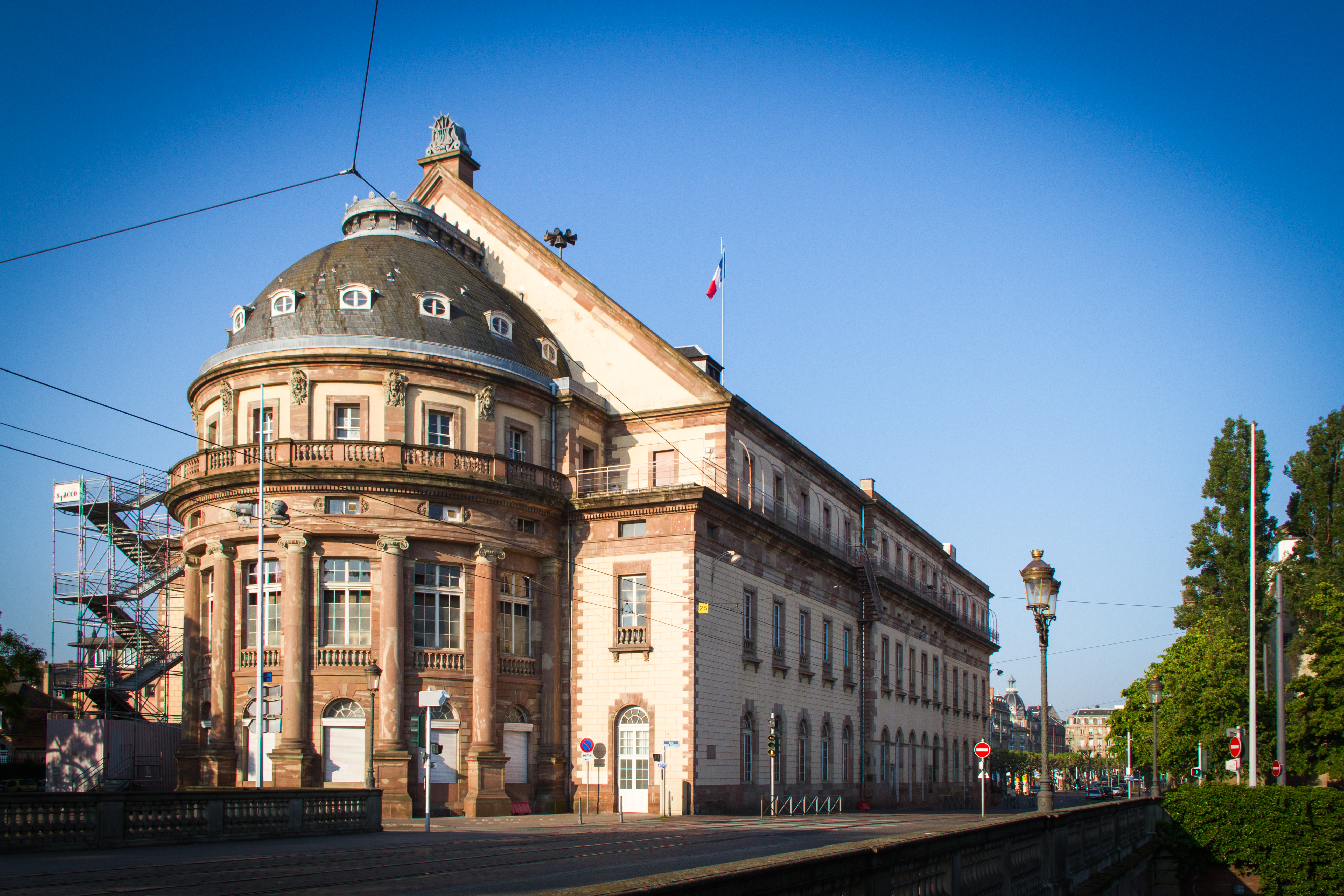
Задняя и северная сторона, видимые с Пон-дю-театра
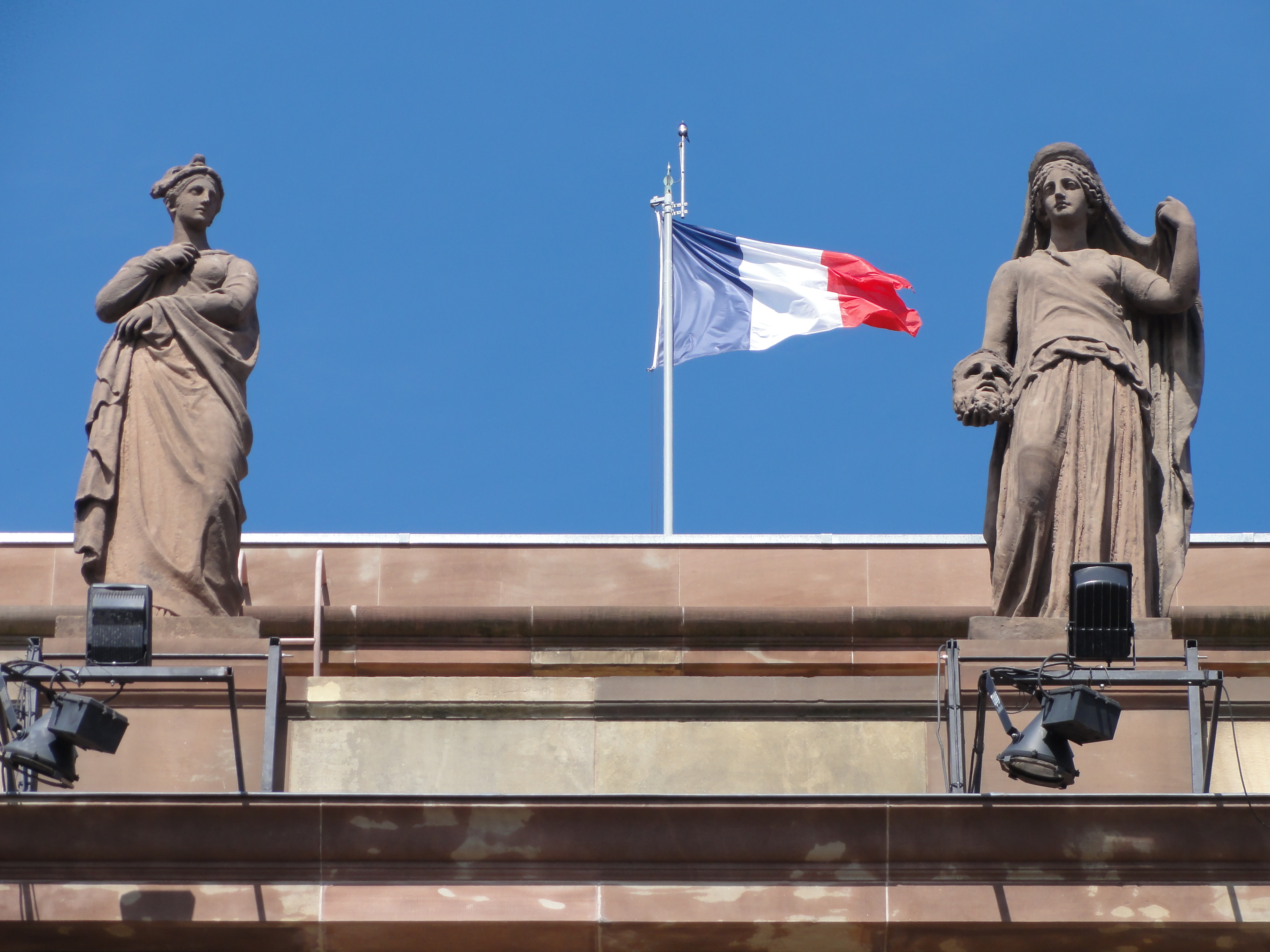
Полигимния и Мельпомена на вершине фасада
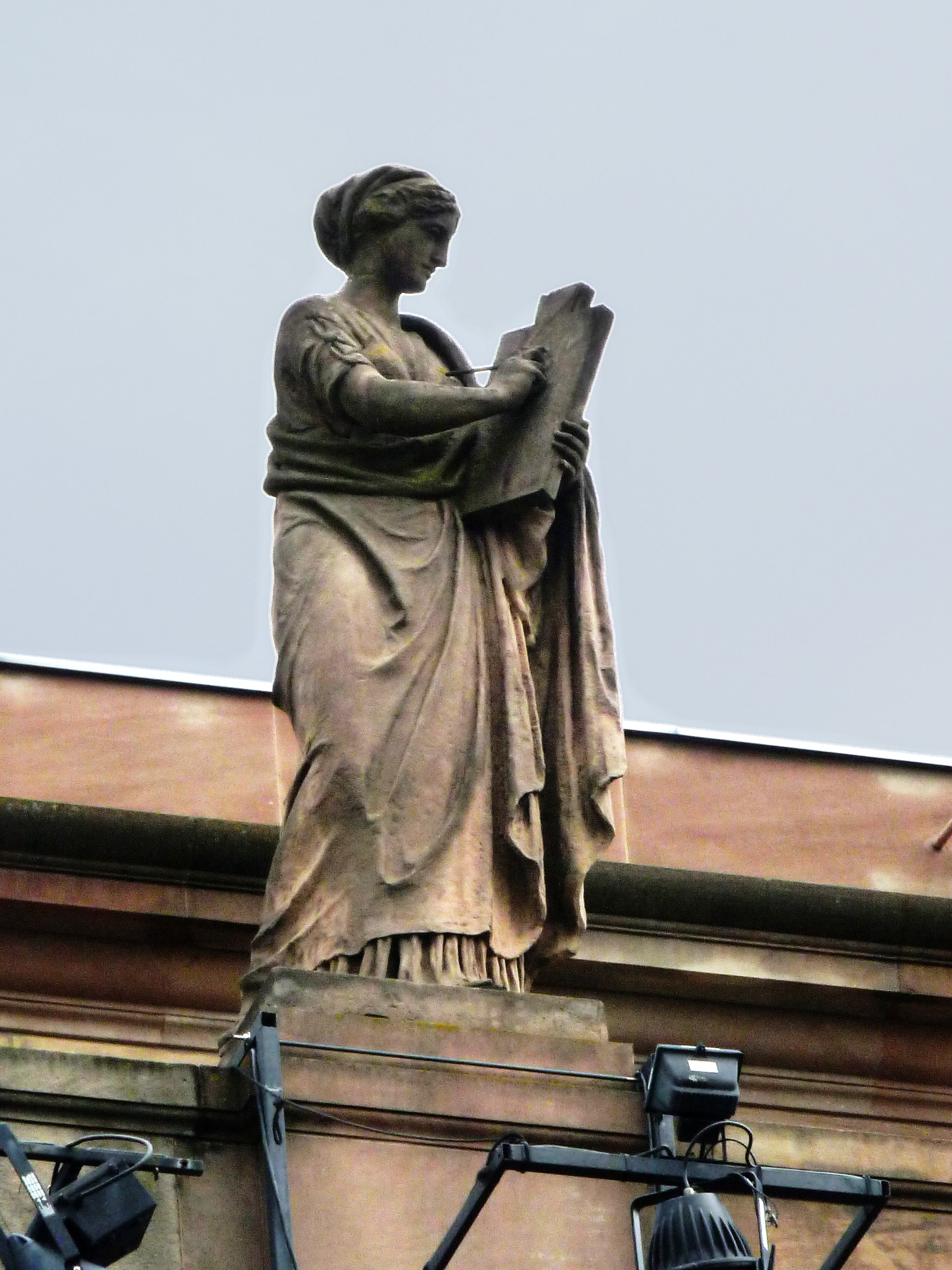
Каллиопа на вершине фасада
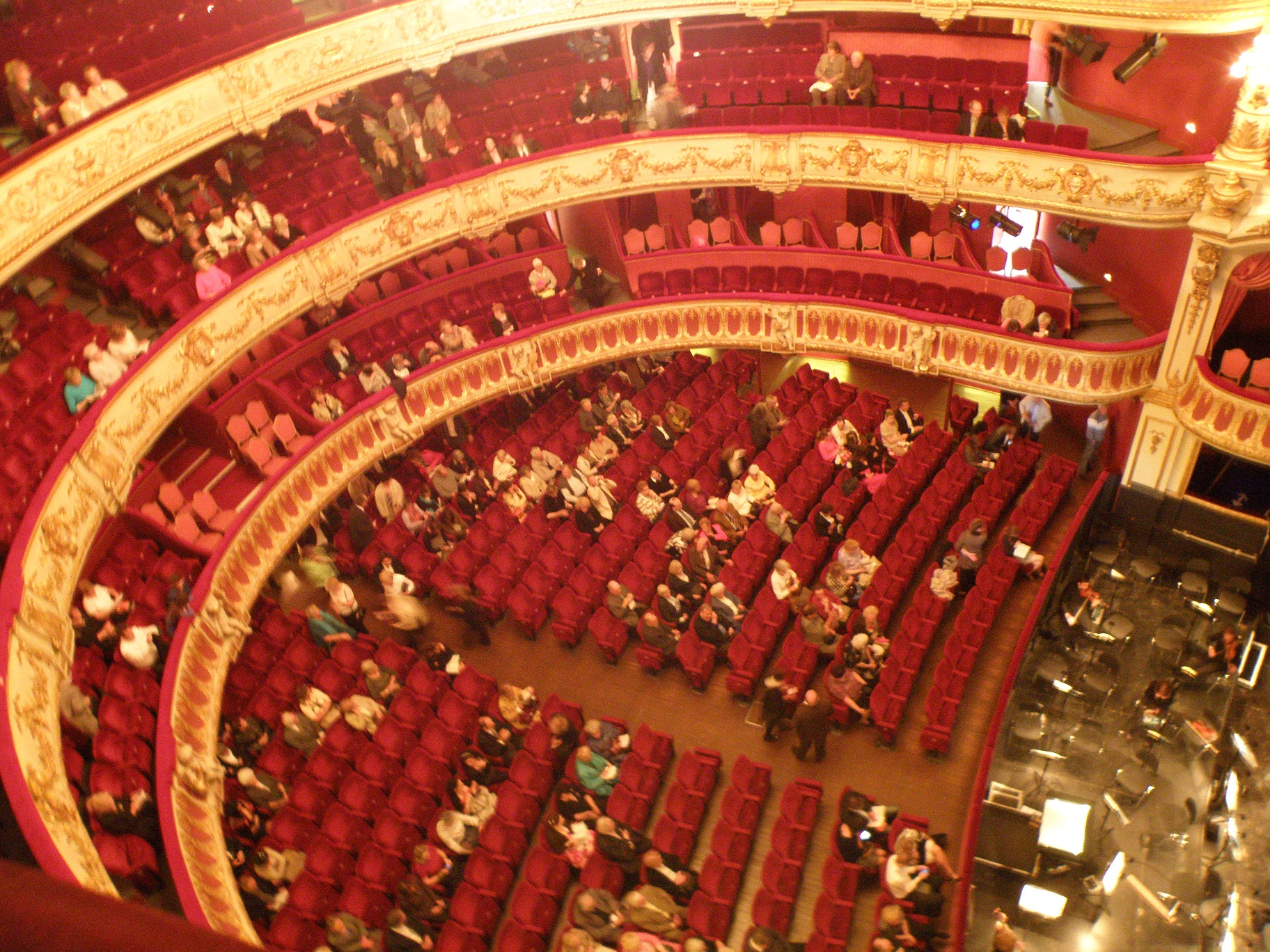
Места в зрительном зале
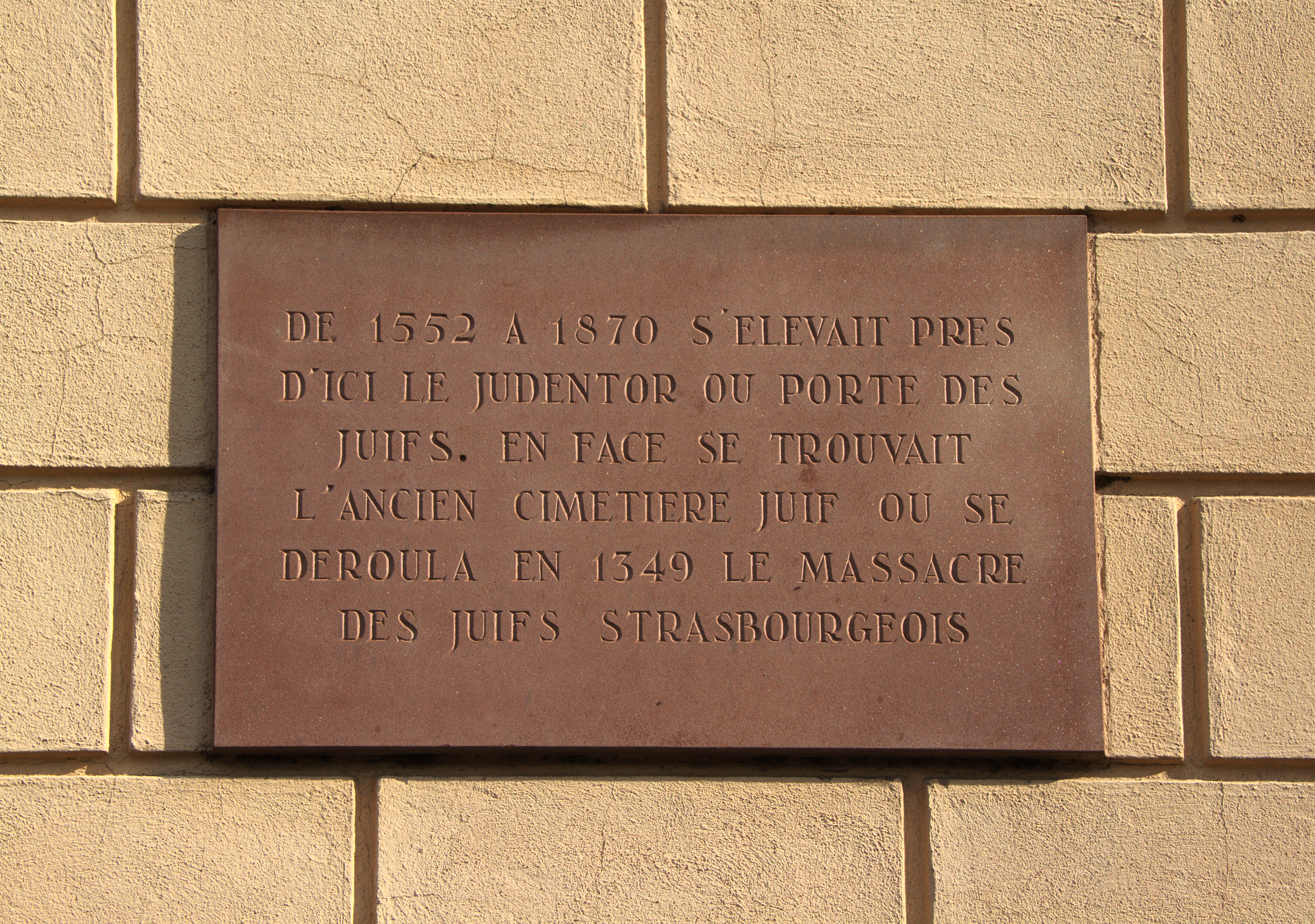
Мемориальная доска на северной стороне в память о резне евреев в Страсбурге в 1349 году